# Yōmei
L'empereur Yōmei (用明天皇, Yōmei Tennō, ?-587) était le trente-et-unième empereur du Japon, selon l'ordre traditionnel de la succession. Il a régné de 585 à sa mort.
Il est appelé Tachibana no Toyohi no Mikoto (橘豊日尊) dans le Nihon shoki. Il est aussi nommé prince Ōe (大兄皇子, Ōe no Miko, littéralement prince héritier) et prince Ikebe (池辺皇子, Ikebe no Miko), d'après l'endroit où il a vécu. Il accède au trône après la mort de son demi-frère l'empereur Bidatsu.

## Généalogie
Quatrième fils de l'empereur Kinmei, sa mère était Soga no Kitashi-hime, une fille de Soga no Iname. En 586, Yōmei prend sa demi-sœur la princesse Hashihoto no Anahobe (穴穂部間人皇女, Hashihito no Anahobe no Himemiko) comme impératrice consort. Elle lui donne quatre fils, dont le prince Shōtoku, qui devient plus tard prince héritier et régent de l'impératrice Suiko. Selon le Nihon shoki, Yōmei a en outre deux concubines.

### Impératrice et consorts
L'empereur Yōmei a eu sept enfants de trois épouses :
- Soga no Ishikina (Iwakina ou Okitashi-hime), sa tante, fille de Soga no Iname ; consort impériale ; dont il eut un fils :
  - prince Tame Toyora ; né vers 560, marié à sa tante la princesse Toneri, fille de l'empereur Kinmei et de Soga no Kitashi-hime, morte en 603 ; marié ensuite à la princesse Hasetsukabe no Anahobe no Hashihito, sa tante et belle-mère, fille de l'empereur Kinmei et de Soga no Oane-hime, veuve de l'empereur Yōmei, dont il eut :
    - princesse Saho no Kimi ;
- princesse Hasetsukabe no Anahobe no Hashihito, sa demi-sœur, née vers 560, fille de l'empereur Kinmei par Soga no Oane-hime ; mariée vers 573 ; élevée au rang d'impératrice en 585 ; impératrice douairière ; morte en 621 ; dont il eut quatre fils :
  - prince Umayado Shōtoku, né en 574 et mort en 622, régent sous le règne de l’impératrice Suiko ; marié à la princesse Uji no Shidzukahi (Uji no Kahitako), fille de l'empereur Bidatsu et de l’impératrice Suiko, puis à Hokikimi no Iratsume, fille de Kashiwade no Katabuko no Omi, morte en 622 ; ensuite à  Soga no Tojiko no Iratsume, fille de Soga no Umako ; enfin à Inabe no Tachibana no Miko, fille de Ibane no Ohari no Miko ; il eut cinq enfants de Hokikimi, quatre de Tojiko et deux de Tachibana :
    - princesse Tsuishine no Miko, mariée à son demi-frère Yamashiro no Oe ;
    - princesse Hatsuse no Miko ;
    - princesse Kuhata no Miko ;
    - prince Hatori no Miko ;
    - prince Sakikusa no Miko ;
    - prince Yamashiro no Oe, décédé en 643 ;
    - princesse Takara no Miko ;
    - princesse Hiki no Miko ;
    - prince Kataoka no Oka ;
    - prince Shirakabe no Miko ;
    - prince Teshima no Miko ;

  - prince Kume no Miko, 603 ;
  - prince Yeguri (Uekuri) no Miko ;
  - prince Mata (Mamuta) no Miko ;

- Imenoko (Ihiko) no Iratsume, fille de Katsuragi no Tagima no Kurabito ; consort impériale ; dont deux enfants :
  - prince Maroko ; ancêtre de la famille Tagima no Kimi ;
  - princesse Nukate-Hime ou Sukateko no Miko ; née vers 570 ; princesse vestale d'Ise en 586 ; morte vers 623.

## Règne
Les puissants ministres de Bidatsu, Mononobe no Moriya et Soga no Umako, gardent leurs postes respectifs durant le règne de Yōmei. Umako était le fils d'Iname, et donc un parent de Yōmei.
En raison de la brièveté de son règne, l'empereur Yōmei ne mène aucun changement radical dans la politique, mais son soutien au bouddhisme crée des tensions avec les conservateurs shintoïstes qui s'opposent à son introduction. Mononobe no Moriya, le partisan le plus influent du shintoïsme, conspire avec le frère de l'empereur, le prince Anahobe, et, après la mort de Yōmei, ils tentent sans succès de s'emparer du trône. Bien que Yōmei soit censé être mort de maladie, cet incident et la brièveté de son règne ont conduit certains à supposer qu'il aurait été assassiné par Moriya et Anahobe.
Son mausolée est situé à Taishi (préfecture d'Osaka).

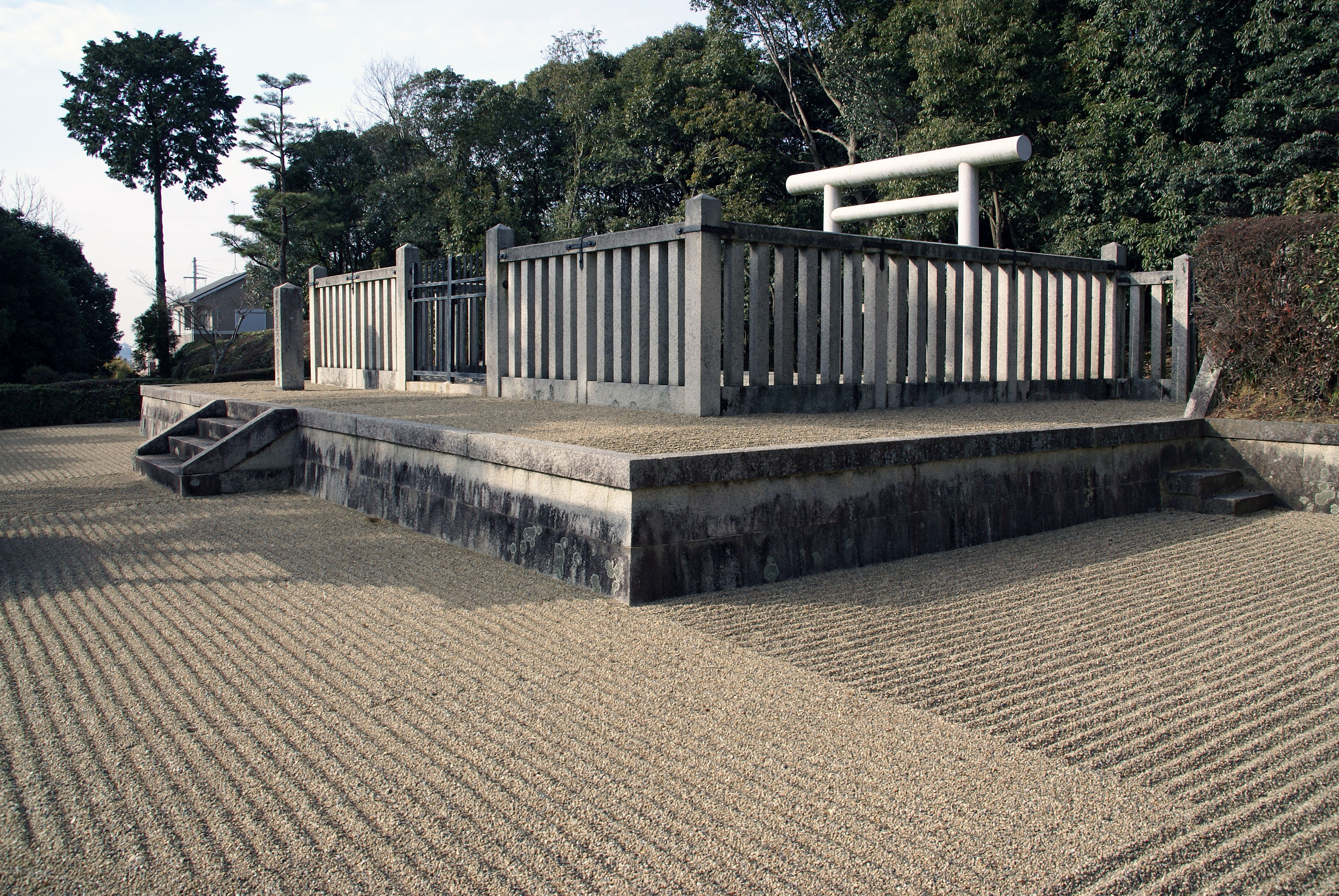
Sanctuaire à l’entrée du mausolée, kofun, dit de l'empereur Yōmei